# Nada Dimić
Nada Dimić (ur. 6 września 1923, zm. 17 marca 1942) – działaczka jugosłowiańskiego ruchu oporu w II wojnie światowej, Bohater Ludowy Jugosławii.

## Życiorys
Nada Dimić pochodziła ze wsi Divoselo niedaleko Gospicia, z rodziny narodowości serbskiej. Ukończyła cztery klasy szkoły podstawowej w Gospiciu, a następnie przeniosła się do Zemunu na kolejne cztery klasy gimnazjum i jeden rok akademii ekonomicznej. W 1940 wstąpiła do Związku Komunistów Jugosławii.
Kiedy Jugosławia znalazła się pod faszystowską okupacją w czasie II wojny światowej, w czerwcu 1941, Nada dołączyła do oddziału partyzanckiego w Sisaku, pierwszej jednostki NOVJ w Chorwacji. Gdy niedługo potem Ustasze wtrącili ją do więzienia w Zagrzebiu, połknęła truciznę, aby uniknąć przesłuchania. Substancja nie zabiła jej, a Nada wkrótce została uwolniona przez zagrzebską komórkę partii i przeniesiona na kontrolowane przez partyzantów obszary w Kordunie.
Kiedy wyzdrowiała po zatruciu, udała się do Karlovaca, gdzie pracowała jako tajny agent partyzantów. Ostatecznie została uwięziona przez Włochów, którzy przekazali ją ustaszowskiej policji chorwackiej 3 grudnia 1941. Odmówiła udzielenia im jakichkolwiek informacji i została wysłana do obozu koncentracyjnego Stara Gradiška w lutym 1942. Tam została zastrzelona miesiąc później, w wieku 18 lat.
Pośmiertnie otrzymała tytuł Bohatera Ludowego (7 lipca 1951). Jej imieniem nazwano (już nieistniejący) zakład włókienniczy w Zagrzebiu.